# Natco Pharma
Natco Pharma es una compañía farmacéutica india que fabrica ingredientes farmacéuticos activos.

## Resumen de la compañía
Las principales áreas de trabajo: el desarrollo de medicamentos para combatir el virus (incluida la hepatitis C) y el cáncer.
Natco Pharma opera en India, Estados Unidos, Europa y Asia. Las filiales se encuentran en América del Norte y América Latina, la región de Asia y el Pacífico, Oriente Medio y el sudeste asiático.
La compañía se llamaba originalmente Natco Fine Pharmaceutical Ltd. Se hizo oficialmente pública desde julio de 1992. En febrero de 1993, cambió su nombre a Natco Pharma (NPL).
La gama de productos de Natco Pharma Limited abarca más de 500 medicamentos y se expande constantemente gracias a la investigación básica y la cooperación en el campo de la tecnología.
La compañía produce medicamentos como Sofosbuvir, Daclatasvir, Lenalidomide, Entecavir, Deferazirox, Ledipasvir, Imatinib, Bendamustin, Bortezomib, Chlorambucil, Velpatasvir y otros.
NPL es un fabricante de medicamentos para Ranbaxy y Parke Davis y es una empresa con certificación ISO 9002 que permite el desarrollo de exportaciones. Natco Pharma Ltd ha iniciado su propio proceso de registro de marca en más de 20 países.
Para ingresar al mercado estadounidense, NPL formó una subsidiaria de Natco Pharma en los Estados Unidos y entró en cooperación de investigación con el Laboratorio de Investigación Regional Jammu, el Centro de Biología Celular y Molecular para Péptidos Sintéticos y el Instituto Central de Investigación de la Piel.
Natco Laboratories, Natco Parenterals y Karanth Pharmaceuticals se han asociado con la compañía insignia NPL para proporcionar una gran base de activos y aumentar las capacidades de alta tecnología.

## Ubicación
El domicilio social se encuentra en Hyderabad, Telangana, India.
Registrador - Capital de riesgo e inversiones corporativas Pvt. Limitado.

## Oficinas de representación en Rusia y los países de la CEI
Natco Pharma no tiene oficinas de representación oficiales en Rusia y los países de la CEI.

## Administración de COMPAÑIA
- VC Nannapaneni - Presidente y Director Gerente,
- Rajeev Nannapaneni - Vicepresidente y Director Ejecutivo,
- Vivek Chhachhi - Director no ejecutivo no ind.
- TV Rao es un director independiente.
- GS Murthy - Director independiente,
- DG Prasad - Director independiente,
- U.R Naidu - Director independiente,
- Lila Digumarti - Directora independiente,
- PSRK Prasad - Vicepresidente Ejecutivo de Ingeniería,
- D Linga Rao - Director y presidente (cuestiones técnicas).[3]

## Historia de la empresa
La compañía comenzó a operar en 1981. Hoy, tiene sus propios centros de investigación y más de 4000 científicos calificados. Los productos NPL se exportan a los EE. UU., Australia, Canadá, Brasil, Europa, los países de la CEI, Vietnam, Hong Kong, China, los Países Bajos, Nigeria, Tanzania y Kenia, etc.
Natco Pharma Limited está certificada por la Organización Mundial de la Salud y fabrica productos para Ranbaxy Laboratories Ltd., Eskayef Ltd., Parke Davis (I) Ltd., Fulford India Limited, Cadila Ltd., John Wyeth India Ltd., ICI Ltd. y SOL Pharmaceuticals Ltd.

## Cronología
1996 - lanzamiento del medicamento Sumatriptán contra la migraña bajo su propia marca.
1997 - Natco Pharma Limited celebró un acuerdo que otorga el derecho de vender productos Natco en Rusia y otros países de la CEI. La fusión del grupo es Natco Pharma, Natco Laboratories, Natco Parenterals y Dr. Karanth Pharma Chemical Labs.
1998 - Natco Pharma Ltd celebró un acuerdo con el gigante farmacéutico estadounidense Mallin Krodt para la producción y exportación de Naproxeno.
2002 - Natco Pharma Ltd recibió la aprobación de la Administración de Productos Terapéuticos (TGA), Australia, para su instalación de Mekagood.
2003 - lanzamiento del medicamento contra el cáncer Imatinib bajo su propia marca.
Liberación de un medicamento que contiene ácido zoledrónico para inyección. Natco Pharma se convirtió en la segunda compañía en lanzar la producción de este medicamento en el mundo.
Lanzamiento del medicamento Letrozol para el tratamiento del cáncer de mama avanzado en mujeres posmenopáusicas.
Solicite Rs 35-fr para la exportación de Citalopram Hydrobromide (utilizado como antidepresivo para el tratamiento).
2004 - Natco Pharma lanza medicamento contra el cáncer, abre la unidad de oncología. En el mismo año, lanzó un medicamento para el tratamiento del cáncer de próstata y un medicamento para el cáncer de ovario.
2005 - Natco Pharma Limited firma un Memorando de Entendimiento (MoU) para el intercambio de tecnologías relacionadas con la producción de productos contra el cáncer. También lanza el medicamento Voriconazol.
2006 - Natco anuncia el lanzamiento de Pemetrexed para el tratamiento del cáncer de pulmón no microcítico.
2007 - Natco anuncia el lanzamiento de un anticonceptivo de clase mundial.
2010 - Natco Pharma lanza bendamustina y anastrozol en los Estados Unidos.
2011 - Natco, junto con la empresa estadounidense Levomed LLS, formó otra empresa, Natcofarma Do Brasil, para la distribución de medicamentos en Brasil.
2012 - la compañía recibe el Golden Peacock World Award por su desarrollo.
2015 - Natco lanza la producción de Sofosbuvir en Nepal.
2016 - Natco lanza la primera cápsula de Tamiflu en los EE. UU.

## Política de precios de la compañía
Natco Pharma Ltd fabrica análogos de medicamentos caros, conocidos y de marca, haciéndolos asequibles para pacientes de bajos ingresos. Entonces, en 2012, una compañía india revocó una patente para un medicamento contra el cáncer hecha por Bayer, diciendo que iba a vender medicamentos genéricos Tosilat Sorafenib por el 3 por ciento del precio cobrado por Bayer de Alemania por el original. Hoy, Natco vende la droga en India por $ 174. El medicamento original de Bayer se vende por $ 5,500.
En 2015, Natco, bajo su propia marca, lanzó Sofosbuvir, un medicamento utilizado para tratar la hepatitis C crónica, un análogo de Sovaldi (Sovaldi), fabricado por la compañía estadounidense Gilead. El precio de una botella para un medicamento se establece en aproximadamente 20 mil rupias, que es de aproximadamente $ 300. Un curso de 12 semanas cuesta alrededor de $ 945 (es decir, 12 veces más barato que el original en los Estados Unidos).
En mayo de 2017, una compañía india lanzó una cura para el cáncer de sangre a un precio de 5,000-20,000 rupias, que es 98% más bajo que el precio en los Estados Unidos. La Pomalidomida está destinada a pacientes con mieloma múltiple (un tipo de cáncer de la sangre). El medicamento es vendido por Celgene Inc en los Estados Unidos bajo la marca "Pomalyst". Natco venderá cápsulas de pomalidomida bajo su propia marca en India.
En octubre de 2017, las acciones de Natco Pharma Ltd subieron un 20%, desde que la Administración de Drogas y Alimentos de los Estados Unidos (FDA) aprobó el medicamento genérico Copaxon desarrollado por Natco en asociación con la compañía holandesa Mylan. Este medicamento se usa para tratar la esclerosis múltiple. El medicamento original es fabricado y vendido por la compañía israelí Teva. Durante los 12 meses al 31 de julio de 2017, las ventas de Copaxone a una dosis de 20 mg ascendieron a $ 700 millones, a una dosis de 40 mg - $ 3.6 mil millones.
- Sitio web oficial de Natco Pharma en inglés Archivado el 13 de mayo de 2020 en Wayback Machine.
- Sitio web oficial de Natco Pharma en ruso